# أحادي فلوريد البروم
أحادي فلوريد البروم هو مركب كيميائي بين هالوجيني صيغته BrF.

## التحضير
نظراً لعدم استقرارية هذا المركب، وبالرغم من إمكانية الكشف عنه، إلا أنه من غير الممكن عزله. يمكن أن يستحصل على المركب من إشباع البروم بغاز الفلور. أو من تفاعل ثلاثي فلوريد البروم مع البروم:
{\displaystyle {\ce {BrF3 + Br2 -> 3 BrF}}}
{\displaystyle {\ce {BrF5 + 2 Br2 -> 5 BrF}}}
{\displaystyle {\ce {Br2(l) + F2(g) -> 2 BrF(g)}}}
عادةً ما يحضر هذا المركب بوجود فلوريد السيزيوم.

## الخواص
أحادي فلوريد البروم مركب غير مستقر، ويتفكك عند درجة حرارة الغرفة عبر تفاعل عدم تناسب إلى ثلاثي فلوريد البروم وخماسي فلوريد البروم، بالإضافة إلى عنصر البروم.